# 爱尔兰语字母及教义问答
《爱尔兰语字母及教义问答》（Aibidil Gaoidheilge agus Caiticiosma）是在爱尔兰出版的第一部爱尔兰语书籍，1571年推出。作者是都柏林圣帕特里克大教堂的财务主管肖恩·奥卡尼（Seán Ó Cearnaigh），由长老肖恩·厄谢尔（Seón Ussher）资助出版。该书的出版是爱尔兰新教徒将圣经向大众推广的努力的一部分。书的内容包括《使徒书》、爱尔兰语拼写规则、英国国教教义、祈祷文以及一些面向大众的宗教文章。